# 勝浦市立勝浦中学校
勝浦市立勝浦中学校（かつうらしりつ かつうらちゅうがっこう）は、千葉県勝浦市出水にある公立中学校。

## 通学地区
- 勝浦市全域[2]

## 歴史
- 1947年（昭和22年）4月1日 - 学校教育法施行により勝浦町立勝浦中学校として開校
- 1958年（昭和33年）10月1日 - 市制施行により勝浦市立勝浦中学校となる
- 2017年（平成29年）4月1日 - 興津中学校と北中学校を統合